# Вестердаль, Фанни
Фанни Амалия Вестердаль (швед. Fanny Amalia Westerdahl, также известная как Фанни Хьортсберг (швед. Fanny Hjortsberg); 21 февраля 1817 — 27 марта 1873), — шведская театральная актриса, чья карьера пришлась на период с 1829 по 1862 год. Известно также, что она выступала в некоторых оперных спектаклях. Вестердаль принадлежала к ведущим актрисам Королевского драматического театра Швеции середины XIX века.

## Биография
Фанни Вестердаль родилась в Стокгольме, столице Швеции, 21 февраля 1817 года. Она была дочерью концертного дирижёра в Королевском придворном оркестре (швед. Hovkapellet). Вестердаль была зачислена в качестве студентки в Театральную школу (швед. Dramatens elevskola) в 1828 году.

### Карьера
Фанни Вестердаль была занята в Королевском драматическом театре с 1829 года (с 12 лет) и дебютировала на сцене в 1831 году в роли Каролины в «Baschan i Suresne, eller Fruntimmersvänskapen» Этьенна. В 1836 году Фанни заключила с театром контракт в качестве главной актрисы. В начале её карьеры считалось, что она в какой-то степени заменила Сару Торслов на королевской сцене.
Фанни Вестердаль была описана как красивая, с хорошей техникой управления своим голосом как в разговорной, так и в лирической драме, быстрой и умелой мимикой и хорошим пониманием характера своих ролей. В 1849 году её называли единственной актрисой королевской сцены, по-настоящему подходящей для «великой драмы», и хвалили её за природную теплоту и «мягкую страсть». Фанни Вестердаль ответственно относилась к своей профессии и в 1838 году совершила поездку в Париж для изучения французского театра. О её мастерстве импровизации на сцене свидетельствовал следующий известный случай. Во время одного спектакля, в котором она играла бандита, она должна была застрелить героя, которого играл Георг Дальквист, но когда её пистолет не сработал должным образом, она ударила его им, в результате актёр упал в обморок по-настоящему. Когда он пришёл в себя, то сказал в её адрес: «Вы великолепны!»
Фанни Вестердаль была драматической актрисой, но, как это было принято в то время, когда королевская опера и театр имели общее управление и были объединены под общим названием «королевские театры», певцы и актёры зачастую использовались в обоих жанрах при условии, что они имели к ним способность. Таким образом Вестердаль, как известно, иногда исполняла оперные партии, например, когда она заменила Элизабет Фрёсслинд в опере Массне «Золушка».
Вестердаль принадлежала к элите драматических актёров шведской сцены своего времени. О её положение прекрасно свидетельствовал её достаток: в 1843 году она имела жалованье в 1400 риксдалеров, которое было лишь незначительно меньше, чем у звёзд Эмили Хёгквист и Нильса Альмлёфа (у которых оно составляло 1600 риксдалеров) и столько же, сколько у балетмейстера Королевского балета Швеции Андерса Селиндера.
К 1858 году Вестердаль считался примером устаревшего речитативного способа актёрской игры. Когда она хотела сыграть одну из своих старых героинь, ей сказали, что она уже слишком стара. В то время современники отзывались о ней как полной, имевшей тягу к алкоголю и легкомысленной, но талантливой в комедийных ролях. Она официально вышла на пенсию в 1862 году, но после этого несколько лет активно выступала на сцене в качестве приглашённого актёра.

## Личная жизнь
Фанни Вестердаль вышла замуж за актёра Карла Эдварда Хьортсберга (сына Ларса Хьортсберга) в 1847 году и развелась с ним в 1849 году. После развода она назвала себя м-с Вестердаль.
Фанни Вестердаль умерла в Стокгольме 27 марта 1873 года.